# Diocesi di Diphu
La diocesi di Diphu (in latino Dioecesis Diphuensis) è una sede della Chiesa cattolica in India suffraganea dell'arcidiocesi di Guwahati. Nel 2021 contava 68.442 battezzati su 1.288.340 abitanti. È retta dal vescovo Paul Mattekatt.

## Territorio
La diocesi comprende i distretti di Karbi Anglong e dei Monti Cachar Settentrionali nello stato di Assam in India.
Sede vescovile è la città di Diphu, dove si trova la cattedrale di Cristo Risorto.
Il territorio è suddiviso in 26 parrocchie.

## Storia
La diocesi è stata eretta il 5 dicembre 1983 con la bolla Ut per aptam di papa Giovanni Paolo II, ricavandone il territorio dall'arcidiocesi di Shillong-Gauhati (oggi divisa in arcidiocesi di Shillong e in arcidiocesi di Guwahati) e dalla diocesi di Silchar (oggi diocesi di Aizawl).
Originariamente suffraganea dell'arcidiocesi di Shillong-Gauhati, il 10 luglio 1995 è entrata a far parte della provincia ecclesiastica di Guwahati.

## Cronotassi dei vescovi
Si omettono i periodi di sede vacante non superiori ai 2 anni o non storicamente accertati.
- Mathai Kochuparampil, S.D.B. † (5 dicembre 1983 - 4 marzo 1992 deceduto)
  - Sede vacante (1992-1994)
- John Thomas Kattrukudiyil (10 giugno 1994 - 7 dicembre 2005 nominato vescovo di Itanagar)
- John Moolachira (14 febbraio 2007 - 9 aprile 2011 nominato arcivescovo coadiutore di Guwahati)
  - Sede vacante (2011-2013)
- Paul Mattekatt, dal 26 luglio 2013

## Statistiche
La diocesi nel 2021 su una popolazione di 1.288.340 persone contava 68.442 battezzati, corrispondenti al 5,3% del totale.
| anno | popolazione | popolazione | popolazione | presbiteri | presbiteri | presbiteri | presbiteri                | diaconi | religiosi | religiosi | parrocchie |
| anno | battezzati  | totale      | %           | numero     | secolari   | regolari   | battezzati per presbitero | diaconi | uomini    | donne     | parrocchie |
| ---- | ----------- | ----------- | ----------- | ---------- | ---------- | ---------- | ------------------------- | ------- | --------- | --------- | ---------- |
| 1990 | 27.500      | 717.800     | 3,8         | 21         | 10         | 11         | 1.309                     |         | 19        | 47        | 15         |
| 1999 | 41.506      | 806.796     | 5,1         | 28         | 13         | 15         | 1.482                     |         | 18        | 89        | 14         |
| 2000 | 42.506      | 1.475.964   | 2,9         | 35         | 17         | 18         | 1.214                     |         | 21        | 98        | 14         |
| 2001 | 42.715      | 1.543.096   | 2,8         | 36         | 17         | 19         | 1.186                     |         | 22        | 98        | 15         |
| 2002 | 43.760      | 148.523     | 29,5        | 35         | 17         | 18         | 1.250                     |         | 22        | 98        | 15         |
| 2003 | 42.719      | 147.586     | 28,9        | 40         | 21         | 19         | 1.067                     |         | 22        | 110       | 16         |
| 2004 | 43.218      | 1.049.236   | 4,1         | 38         | 20         | 18         | 1.137                     |         | 21        | 112       | 16         |
| 2006 | 44.800      | 1.090.150   | 4,1         | 44         | 23         | 21         | 1.018                     |         | 24        | 133       | 17         |
| 2013 | 58.059      | 1.194.000   | 4,9         | 54         | 26         | 28         | 1.075                     |         | 33        | 164       | 22         |
| 2016 | 59.774      | 1.242.000   | 4,8         | 65         | 28         | 37         | 919                       |         | 41        | 166       | 25         |
| 2019 | 66.700      | 1.259.000   | 5,3         | 80         | 28         | 52         | 833                       |         | 55        | 189       | 26         |
| 2021 | 68.442      | 1.288.340   | 5,3         | 90         | 30         | 60         | 760                       |         | 69        | 191       | 26         |